# Olivier Greif
Pour les articles homonymes, voir Greif.
Olivier Greif, né à Paris 14e le 3 janvier 1950 et mort à Paris 6e le 13 mai 2000, est un compositeur français.

## Biographie[2]
Élevé dans un milieu favorable (père neuropsychiatre et pianiste, frères polytechniciens), Olivier Greif est marqué par l’histoire de ses parents, juifs polonais installés en France, victimes des persécutions nazies. L’indélébile matricule bleu sur le bras de son père, rescapé du camp d’Auschwitz, apparaîtra dans sa sonate Le Rêve du monde. 
Enfant prodige, il commence le piano à l'âge de trois ans et joue sa première composition, Nausicaa, lors d'une audition des élèves de Lucette Descaves, à l'âge de neuf ans. Un an plus tard, il entre au Conservatoire national supérieur de Musique de Paris (CNSM) où il reçoit différentes médailles avant d'entrer à quinze ans dans la classe de composition de Tony Aubin, en court-circuitant les prix d'harmonie, de contrepoint et de fugue, encouragé en cela par le directeur d'alors, Raymond Gallois-Montbrun. Il obtient un Second prix de piano en 1966 et un Premier prix de Musique de chambre et de composition en 1967. Après un troisième cycle de musique de chambre dans la classe de Jean Hubeau, Olivier Greif part en 1969 pour les États-Unis où il est admis à la Julliard School de New-York dans la classe de composition de Luciano Berio, dont il devient l’assistant l'année suivante. 
Il revient toutefois au CNSM en 1972 dans la classe d'initiation à la direction d'orchestre de Robert Blot, en obtenant en 1974 un certificat de Direction d'orchestre et, quelques années plus tard, un diplôme d'Instrumentation et d'orchestration de la classe nouvellement créée de Marius Constant. Dans les mêmes années, il se produit en tant que pianiste et compositeur dans plusieurs pays d'Europe ainsi qu'aux États-Unis et au Japon, et commence à enseigner, notamment à l'Académie-Festival des Arcs fondée par Roger Godino et dirigée par Yves Petit de Voize. Il mène cette triple activité jusqu'en 1982, avec une notoriété croissante et des commandes de plus en plus nombreuses (Radio Suisse Romande, Théâtre national de l'Opéra de Paris, IRCAM, CNSM). Les premiers interprètes créateurs de ses œuvres sont alors Henri Barda, Nell Froger et Gaëtane Prouvost. En 1976, il fait la connaissance de Dom Jean Claire et engage, avec le chef de choeur de l'Abbaye bénédictine de Solesmes, une correspondance qui se poursuivra jusqu'à sa mort.  
Sa rencontre en 1976 avec le maître spirituel indien Sri Chinmoy détermine les décennies suivantes. Ayant adopté en 1978 le nom Haridas Greif (Haridas : « serviteur de Dieu », en sanskrit), il s'éloigne du milieu musical officiel de 1982 à 1992, consacrant essentiellement cette période à représenter son maître et en créant un chœur amateur, le Sri Chinmoy Song-Waves Choir, avec lequel il fait de nombreux voyages dans le monde entier. Il conserve toutefois quelques activités pédagogiques, de chambriste et de concertiste, donnant des concerts aux côtés des pianistes Henri Barda, Michel Dalberto, Jean-François Heisser, Georges Pludermacher, Bruno Rigutto, des violonistes Augustin Dumay, Raphaël Oleg, Régis Pasquier, Gérard Poulet, Gottfried Schneider, ou encore des violoncellistes Frédéric Lodéon, Roland Pidoux et Christoph Henkel.  
À partir de 1993, il revient à sa vie de compositeur et de concertiste. Parmi ses interprètes d'alors, on trouve le violoniste Renaud Capuçon, le pianiste Jérôme Ducros, les violoncellistes Henri Demarquette et Jerôme Pernoo, les chanteurs Jennifer Smith, Doris Lamprecht, Stephan Genz, les Quatuors Sibelius, Danel, Vogler, Sine Nomine, ainsi que le chef d'orchestre Jérémie Rohrer. Freiné en 1994 par un cancer du colon puis en 1996 par une pancréatite aigüe, il prend conscience de l'urgence de réfléchir à l'acte même de composer et d'achever son œuvre essentielle, multipliant alors les créations. En 1997 et jusqu'en 1999, il est artiste en résidence à l'Abbaye de La Prée à l'invitation du violoncelliste Dominique de Williencourt et du compositeur Nicolas Bacri. S'étant peu à peu détaché de son engagement spirituel, il y renonce définitivement en 1998 et c'est sous son prénom de naissance, Olivier, qu'il meurt le 13 mai 2000, à l'âge de cinquante ans. 
Il est enterré au cimetière du Montparnasse (17e division).

## Œuvre
Marqué par la philosophie indienne puis par ses propres racines juives polonaises, Olivier Greif compose des œuvres dont une grande partie est en lien avec la Shoah et le thème de la guerre. Son catalogue comporte 361 numéros d'opus entre 1961 et sa mort. Il écrit essentiellement des œuvres vocales, mais compose aussi pour le piano, entre autres vingt-trois sonates. Il est aussi l'auteur de plusieurs pièces de musique de chambre dont quatre quatuors à cordes et trois sonates pour violon et piano. Son œuvre symphonique est plus rare, comprenant un concerto pour violoncelle, un quadruple concerto et une symphonie. Pianiste d'exception[non neutre], son style reste essentiellement tonal et son inspiration multiple, allant des chants traditionnels au jazz.  
Parmi les compositeurs qu'il admire le plus, on peut citer Beethoven, Mahler, Berlioz, les romantiques allemands, ainsi que Britten, Chostakovitch et Sibelius. Parmi ses contemporains, il est proche d'Olivier Messiaen, Henri Dutilleux, son maître Luciano Berio et son ami Philippe Hersant. 
Ses œuvres essentielles sont énumérées ci-dessous.

### Piano
- In memoriam [Gustav Mahler] op. 31, 1969
- Rondo 42nd Street op. 33a, 1970
- Sonate Dans le goût ancien op. 48, 1967/1974 (dédiée à Arthur Rubinstein)
- Sonate en trois mouvements, de guerre op. 54, 1965/1975
- Le tombeau de Ravel op. 56, piano à quatre mains, 1975
- Sonate Trois Pièces sérieuses op. 289, 1993
- Sonate le Rêve du Monde op. 290, 1993
- Am Grabe Franz Liszts op. 295, 1993 (dédiée à Brigitte-François Sappey)
- Sonate Codex Domini op. 303, 1994
- Sonate les Plaisirs de Chérence op. 319, 1997 (dédiée à Brigitte-François Sappey)
- Portraits et apparitions op. 359, 1998-1999

### Musique de chambre

#### Deux instruments
- Sonate n°2 pour piano et violon op. 17, 1967
- Sonate n°3 The Meeting of the waters pour piano et violon op. 70 (dédiée à Dimitri Chostakovitch)
- Variations on Peter Philips "Galiarda dolorosa" pour violon et piano op. 86, 1977
- Veni Creator pour violoncelle et piano op. 103, 1977 (dédié au père Jean Claire)
- Oi akashe, Hymne pour violoncelle et piano op. 170, 1983 (dédié à Mukunda Hirschi)
- Sonate de Requiem pour violoncelle et piano op. 283, 1979/1992 (dédiée à sa mère, Frédéric Lodéon et Christoph Henkel)
- Sonate The Battle of Agincourt pour deux violoncelles op. 308, 1995-1996 (dédiée à Marcel Landowski)

#### Trois instruments
- Trio pour piano, violon et violoncelle op. 353, 1998

#### Quatre instruments
- Quatuor à cordes n°2 avec voix op. 314, 1996 (dédié à Etienne Yver)
- Quatuor à cordes n°3 Todesfuge avec voix de baryton op. 351, 1998 (dédié à Jean-Michel Nectoux)
- Quatuor à cordes n°4 Ulysses  op. 360, 2000 (dédié à Marylis et François-Raoul Duval et leur teckel Ulysse)

#### Cinq instruments
- Quintette A Tale of the World pour piano et cordes op. 307, 1994 (dédié à Seppo Kimanen)

#### Six instruments
- Ich ruf zu dir pour piano, clarinette et quatuor à cordes op. 356, 1999 (en mémoire de son père)

### Musique orchestrale
- Symphonie n°1 pour voix de baryton et orchestre op. 327, 1997, sur cinq poèmes de Paul Celan (en allemand)
- Quadruple concerto La Danse des morts pour piano, violon, alto, violoncelle et orchestre op. 352, 1998 (dédié à Yves Petit de Voize)
- Concerto Durch Adams Fall pour violoncelle et orchestre op. 357, 1999

### Mélodies
pour une voix et piano, sauf autre précision
- Wiener Konzert op. 40, 1973. Cinq Lieder sur des poèmes de Heinrich Heine (en allemand)
- Light Music op. 49, 1974. Sept Lieder pour voix de femme, voix d'homme et piano, sur des poèmes de Heinrich Heine (en allemand)
- Four Songs op. 63, 1976
- Three poems of Sri Chinmoy op. 87, 1977 (en anglais, dédiés à Jessye Norman)
- Wie Vögel... Neuf Lieder sur des poèmes de Hölderlin op. 270-271, 1991-1992
- Deux Mélodies op. 297-298, 1994
- Chants de l'âme op. 310, 1979/1995. Neuf chants d'après les poètes "métaphysiques" anglais ("In memoriam Benjamin Britten/Pour Brigitte François-Sappey")
- The Book of Irish Saints/Le Livre des saints irlandais, op. 323, 1997. Cinq poèmes de John Irvine (en anglais)
- Imago mundi op. 347, 1998. Mélodies sur des poèmes de Dylan Thomas, William Blake, Paul Celan, Walt Whitman, Sylvia Plath, Samuel Lazerovsky (dédiées à Stephen Genz)
- Trois chansons apocryphes op. 350, 1998. Poèmes populaires français (dédiées à Marie Devellereau)
- Three Settings of Musset op. 361, 2000 (dédié à Guillaume de Chalambert)

### Cantates
et pièces pour voix et ensemble de chambre
- Bomben auf Engelland op. 43 et op. 71, 1976. Air de concert pour voix de femme, saxophone alto (2e version) et piano sur un texte militaire allemand de Wilhelm Stöppler (dédié à ceux de son peuple assassinés pendant la dernière guerre)
- Petite Cantate de chambre op. 73, 1976. Pour voix de femme et deux pianos sur le Psaume 23 L'Éternel est mon berger (en anglais)
- Le Livre du pèlerin op. 144, 1980. Pour voix de femme, flûte, hautbois, clarinette, basson, cor, violon et piano sur The Tyger de William Blake et des extraits de psaumes de l'Ancien Testament (en anglais, dédié à Sri Chinmoy)
- Little Black Mass/Petite messe noire op. 142, 1980. Pour voix de femme, alto instrumental et piano, sur des textes de chants religieux et populaires américains (en anglais)
- Lettres de Westerbork op. 291, 1993. Pour voix de femme et deux violons sur des textes d'Etty Hillesum et des extraits de psaumes de l'Ancien Testament (en anglais (chanté) et en français (parlé), dédiées à son père [Léon-Jacques Greif] et Gilles Cantagrel
- Hymnes spéculatifs op. 312, 1996. Pour voix, clarinette, cor, violoncelle et piano sur des extraits des Vedas dans la traduction de Sri Aurobindo (en anglais, dédiés à Rémi Lerner)
- L'Office des naufragés op. 354, 1998. Pour voix de femme, clarinette, piano et quatuor à cordes sur des textes de Julian of Norwich, Juliana Berners, Lady Sarashina, Emily Dickinson, Rabi'a the Mystic, Anna Akhmatova, Virginia Woolf et Paul Celan (en anglais et allemand, dédié à Eduard Brunner)

### Musique chorale
- Hiroshima-Nagasaki op. 169, 1983. Pour choeur mixte a cappella
- Requiem op. 358, 1999. Pour double choeur mixte a cappella (en latin et anglais, dédié à John et Laura Poole)

### Opéra
Nô op.158, 1981. Opéra de chambre en dix scènes, pour soprano, ténor, baryton et ensemble instrumental. Livret en français de Marc Cholodenko et Olivier Greif (dédié à Sri Chinmoy)

## Distinctions
- 1977 : Prix Nicolo de composition musicale décerné par l'Académie des Beaux-Arts
- 1998 : Prix Chartier de composition musicale décerné par l'Académie des Beaux-Arts

## Discographie
- Sonate de Requiem, op. 283 pour violoncelle et piano (1979–1993) ; Trio (1998) - Antje Weithaas, violon ; Emmanuelle Bertrand, violoncelle ; Pascal Amoyel, piano (juin 2005, Harmonia Mundi HMG 501900)[5] (OCLC 887455397)
- The Meeting of the Waters. Intégrale de l’œuvre pour violon et piano. Stéphanie Moraly, violon ; Romain David, piano (2010, Triton TRI331165)
- Chants de l’âme ; Lettres de Westerbork. Jennifer Smith, soprano, Olivier Greif, piano ; Doris Lamprecht, mezzo-soprano, Alexis Galpérine et Eric Crambes, violons. Disques Triton : TRI 331101 (1999)
- Hommage à Olivier Greif. Sonate de Requiem, Christoph Henkel, violoncelle, Olivier Greif, piano. Le Tombeau de Ravel, Henri Barda et Olivier Greif, piano à quatre mains. Quatuor à cordes n° 3 Todesfuge, avec voix, Quatuor Sine Nomine, Stephan Genz, baryton. Trois Chansons apocryphes, Marie Devellereau, soprano, Olivier Greif, piano. Disques Triton : TRI 331119 (2001)
- Le Rêve du Monde : Olivier Greif joue Olivier Greif (album double). Suite pour piano ; Sonate De Guerre pour piano ; Le Rêve du monde  pour piano ; Sonate n°2 pour piano et violon ; Sonate n°3 pour piano et violon The meeting of the waters ; Wiener Konzert  pour voix et piano ; Bomben auf Engelland pour voix, saxophone et piano ; Petite cantate de chambre pour voix et deux pianos ; Hommage à Paul Bowles ; Les Trottoirs de Paris pour soprano, ténor et piano. Olivier Greif, compositeur et interprète avec Henri Barda, piano, Devy Erlih, Gottfried Schneider, violon, Nell Froger, Evelyn Brunner, Catherine Dubosc, Jean-Paul Fouchécourt, Jo-Ann Pickens, Howard Haskin, chant. INA, mémoire vive IMV084 (2010). Diapason d’or de l’année 2010 dans la catégorie « archives »
- Les Plaisirs de Chérence, Portraits et apparitions. Olivier Greif, piano. Disques Triton : Tri 331195 (2014).
- Requiem pour double chœur a cappella, BBC Singers, direction John Poole. Disques Triton : TRI 331150 (2005)
- L’Office des Naufragés. Ensemble Accroche Note avec Françoise Kübler, chant, Armand Angster, clarinette, Alexandre Gasparov, piano, Stéphanie-Marie Degand et Nathanaëlle Marie, violons, Pierre Franck, alto, Christophe Beau, violoncelle. Disques Triton 331142 (2006)
- Sonate pour deux violoncelles The Battle of Agincourt ; Quatuor à cordes n°2 avec voix sur des sonnets de Shakespeare. Patrick Langot et Agnès Vestermann, violoncelles ; Quatuor Syntonia, Alain Buet, baryton. Zig-Zag Territoires ZZT100401 (Harmonia Mundi, 2009)
- Par la chute d’Adam. Concerto pour violoncelle Durch Adams Fall ; Sonate de Requiem pour violoncelle et piano, Henri Demarquette, violoncelle, Giovanni Bellucci, piano, Orchestre national de France sous la direction de Jean-Claude Casadesus. Accord 100401(Universal) (2010). Choc de l’année 2010 pour Classica.
- Les Chants de l’âme, op. 310 ; Les Trottoirs de Paris - Marie-Laure Garnier, Clémentine Decouture, soprano ; Paco Garcia, ténor ; Yan Levionnois, violoncelle ; Philippe Hattat, piano B Records LBM024. Choc de l'année 2020 pour Classica.
- Quintette A Tale of the World pour piano et cordes, Quintette Syntonia, Ciar Classics, 2020 (premier enregistrement mondial)

## Filmographie
- Les Incontournables d'Olivier Greif, Anne Bramard-Blagny et Julia Blagny, 12 DVD (Diapason d'or, Clef du mois ResMusica, Coup de cœur Charles Cros, 4 étoiles Forumopera et 3 étoiles Classica)[8],[9].